# Kozue Ando
Kozue Ando, född 9 juli 1982 i Utsunomiya, Japan, är en japansk fotbollsspelare som tog OS-silver i damfotbollsturneringen vid de olympiska fotbollsturneringarna 2012 i London.